# ويليام فيندلاي روجرز
ويليام فيندلاي روجرز هو صحفي وسياسي أمريكي، ولد في 1 مارس 1820 في Forks Township, Northampton County, Pennsylvania ‏ في الولايات المتحدة، وتوفي في 16 ديسمبر 1899 في بوفالو في الولايات المتحدة. نشط حزبياً في الحزب الديمقراطي. وقد انتخب عضو مجلس النواب الأمريكي.